# Santa Fe (provincie)
Santa Fe je argentinská provincie. Leží na severu země. Hlavní město je Santa Fe se 480 000 obyvateli. Avšak největší město provincie je Rosario nacházející se na jih od hlavního města provincie.